# Broni
Broni (Bròn in dialetto oltrepadano) è un comune italiano di 10 022 abitanti della provincia di Pavia in Lombardia. Si trova ai piedi delle colline, nell'Oltrepò Pavese, lungo la statale Padana Inferiore.

## Storia
Sul sito dell'odierna Broni si trovava probabilmente la località romana citata in due itineraria come Comillomagus, o Cameliomagus, già abitata dalla tribù Celto-Ligure degli Anamari, trascrizioni trascurate di un probabile originario Camillomagus dal ligure Camulo-Magus, dove Camulos sta per la divinità celtica delle battaglie assimilata a Marte in epoca romana e Magus sta per Campo di Marte in lingua celtica. Anche se è da taluni identificata con Redavalle, luogo di notevoli ritrovamenti d'epoca romana, le distanze indicate dai suddetti itineraria maggiormente si confanno a Broni.
Potrebbe non esserci continuità tra Camillomagus e Broni, che sorse nell'Alto Medioevo. Pur se la prima citazione (da un placito piacentino dell'859 in cui intervenne un certo Teopertus de Breonis) non sembra proprio potersi riferire a Broni così come la supposta appartenenza al comitato dell'Aucia appare inverosimile (trovandosi questo tra Piacenza e Parma), è indubbio che Broni appaia già attorno all'anno 1000 come un luogo di una certa importanza, dotato di una vasta pieve appartenente alla diocesi di Piacenza, e sede nel 1047 di un placito presieduto dal giudice imperiale Rainaldo. 
Nel 1164 è citato nel diploma con cui l'imperatore Federico I poneva l'Oltrepò sotto la giurisdizione pavese. Fu quindi sede di una podesteria o squadra, che si estendeva su molti dei paesi circostanti, nucleo del futuro feudo. Con Pavia tenne la parte ghibellina, cosicché la lega delle città guelfe la diede alle fiamme nel 1216. Un'altra distruzione avvenne nel 1372, a opera di Giovanni Acuto.
Nel 1249 giunse a Broni, diretto a Santiago di Compostela, il giovane principe san Contardo d'Este; ammalatosi gravemente, morì a Broni, dove è tuttora sepolto e dove ben presto, anche in seguito ad alcuni prodigi (la leggenda narra che, al momento della sua morte, le campane delle chiese si misero a suonare da sole e attorno al suo corpo si accesero splendenti fiammelle), si creò una intensa devozione verso la sua figura, tanto da farne il santo patrono cittadino.
Indubbiamente Broni fu uno dei capisaldi della potenza pavese, ma nel 1290 cadde sotto la diretta signoria della famiglia che aveva allora il predominio in città, i Beccaria. Probabilmente la signoria su Broni finì per essere spartita tra alcune delle linee in cui questa casata si era suddivisa, e ciò rende abbastanza difficile ricostruire esattamente la storia del feudo, che è comunque assai complessa.
Nel 1406 questo feudo, che già era molto esteso, comprendendo Casanova Lonati, Barbianello, parte di San Cipriano Po, Redavalle e forse altri luoghi verso la collina, fu ulteriormente accresciuto quando gli intrighi dei Beccaria fecero sì che (nel 1406) venissero confiscati e dati a loro i grandi feudi dei Sannazzaro, signori della valle Scuropasso; così al feudo bronese si unirono temporaneamente anche luoghi come Cigognola e Pietra de' Giorgi.
Già nel 1415 però, essendo coinvolti alcuni dei Beccaria nella congiura contro il duca di Milano, Filippo Maria Visconti, costui confiscò a costoro metà del feudo di Broni, dandolo alla famiglia del giovane che aveva rivelato la congiura, Giorgio Aicardi. Questa parte del feudo comprendeva in particolare Cigognola; Giorgio e il fratello Alessandro furono nominati Conti di Broni, e assunsero il cognome Visconti Scaramuzza (da Alessandro discese la linea bronese). Tuttavia nel 1466 i redditi dell'intero feudo di Broni furono assegnati a Giovanni Bolognini Attendolo, da cui passarono ad altri (Manfredi, Trotti) e furono infine (attorno al 1530) acquistati da Carlo Visconti Scaramuzza, nipote di Alessandro. 
Poco dopo, nel 1536, morì Pietro Beccaria, l'ultimo discendente del ramo della famiglia che aveva mantenuto l'altra metà del feudo di Broni: essa fu allora acquistata da Pietro Paolo Arrigoni di Milano, che successivamente rilevò dai Visconti Scaramuzza le loro quote del feudo di Broni: da allora essi restarono solo nominalmente conti di Broni (di fatto erano solo signori di Cigognola), mentre feudatari effettivi erano gli Arrigoni (con il titolo anch'essi di Conti di Broni dal 1708); e tali rimasero fino all'abolizione del feudalesimo nel 1797, anche se la loro signoria fu resa difficile da liti tra le varie linee in cui si era divisa la famiglia.
Gli Arrigoni, benché feudatari di Broni, non erano grandi possidenti nel comune: maggiori proprietari terrieri erano invece i Mandelli, feudatari di San Damiano al Collementre nel vicino comune di Vescovera (oggi frazione di Broni) i Gambarana, feudatari di Montesegale possedevano praticamente l'intero territorio.
In questo periodo Broni continuò ad essere un centro importante (all'inizio del XIX secolo contava circa 2 700 abitanti), e sotto i Savoia (che avevano annesso l'Oltrepò nel 1743) fu sede (insieme a Voghera e a Varzi) di uno dei tre cantoni giudiziari in cui l'Oltrepò era stato diviso.
Nel territorio dell'attuale comune di Broni esistono alcune località che furono a loro volta comuni autonomi:
- Pirocco, una grande cascina appartenente ai Paleari di Pavia, unita a Broni all'inizio del XIX secolo.
- Cassino Po (CC C035) costituito, nel suo nucleo originario, da una vasta cascina a corte quadrata Comune autonomo fino al 1869 poi unito a Broni.
- Vescovera, costituita da una grande tenuta appartenente ai Gambarana, rimase un comune autonomo fino all'inizio del XIX secolo, e poi fu unita a Cassino (e con essa a Broni nel 1869).

### Simboli
Lo stemma del Comune di Broni raffigura uno scudo ovale rosso attraversato da una croce bianca, sormontato da una corona civica dorata e sostenuto – in basso – da rami d’alloro e di quercia intrecciati.
La una croce bianca in campo rosso è molto frequente negli stemmi comunali e pertanto potrebbe risalire anche all’età comunale.
I colori del Comune di Broni sono l'azzurro e l'oro

## Monumenti e luoghi d'interesse

### Architetture religiose
- Basilica di San Pietro Apostolo, elevata nel luglio del 1953 da papa Pio XII alla dignità di basilica minore.[9]
- Chiesa di Santa Marta
- Chiesa della Madonna del rio Frate
- Santuario di San Contardo

### Architetture civili
- Palazzo Arienti (sede municipale)
- Villa Nuova Italia
- Scuola secondaria di primo grado "Contardo Ferrini" (progettata dall'architetto Aldo Rossi)
- Teatro Carbonetti

## Società

### Evoluzione demografica
Abitanti censiti

## Economia
Sul territorio comunale è presente un cementificio della Italcementi, che lo ha acquistato nel 1987 dalla Fibronit. La Fibronit è stata a lungo l'industria più importante della provincia pavese. Dal 1919 al 1984 ha prodotto dapprima cemento e poi cemento amianto. La fabbrica, nata agli inizi del Novecento, fu situata esternamente al perimetro della cittadina di Broni, però col passare del tempo la periferia si è espansa, portando così l'azienda sempre più a contatto con case e luoghi frequentati quotidianamente dai cittadini. Attualmente la strada su cui sorge la Fibronit è chiamata Circonvallazione Nº 21. In totale il territorio occupato è di 140000 m², di cui il 35% sono palazzine e uffici, il resto dell'area è costituito da ex siti di produzione attiva in cui sono stoccati residui di lavorazione e vasche di liquami ad alto tenore di cromo e rifiuti pericolosi. Tutta la produzione di amianto durò fino al 1994, nonostante la legge impedente la creazione di questi prodotti (257/92) fosse stata emanata due anni prima, con la concessione però di continuare a produrre tubi e lastre fino al 28 aprile del 1994. I primi interventi di bonifica furono imposti dall'assessorato regionale della sanità nel 1999. La zona è stata ad oggi solo parzialmente bonificata. Il tasso di mortalità per mesotelioma a Broni è il più alto d'Italia, superiore anche a quello di Casale Monferrato.

## Turismo
Broni e tutto il territorio circostante devono la loro fama turistica alla produzione di vino, basti solo pensare che presso la città di Broni ha sede la realtà vitivinicola più importante dell'Italia Nord-Occidentale, infatti nella vendemmia 2016 sono stati prodotti 429.000 quintali di uva.

## Curiosità
Presso Broni nella frazione Cassino Po sono state registrate alcune scene del film Fantasma d'amore del 1981 con Marcello Mastroianni.

## Infrastrutture e trasporti

### Tranvie
Tra il 1883 e il 1931 Broni fu servita dalla tranvia Voghera-Stradella.

### Autostrade
Nel territorio comunale di Broni ricade il casello autostradale dell'autostrada dei vini A21 Broni-Stradella.

### Ferrovie
Broni è servita da una stazione ferroviaria che si trova sulle linee Alessandria–Piacenza e Pavia–Stradella.

## Amministrazione

Broni, municipio

### Gemellaggi
- Ferrara, dal 2001
- Zocca, dal 2018 (patto di amicizia)

## Sport
- Pallacanestro - La squadra femminile Pallacanestro Broni 93 milita in Serie A1 del campionato italiano di basket femminile organizzato dalla Lega basket femminile.
- Calcio - La squadra della città è dal 2022 l'Oltrepò FBC, club dilettantistico nato dalla fusione tra il Broni e il Varzi 1960; veste i colori bianco-rossi e gioca le gare interne allo stadio comunale di via Contardo Ferrini.